# 鼠李
鼠李（学名：Rhamnus davurica）为鼠李科鼠李属下的一个种。

## 延伸阅读
[在维基数据编辑]
 《植物名實圖考·鼠李》，出自吳其濬《植物名實圖考》